# Givrezac
Givrezac település Franciaországban, Charente-Maritime megyében. Lakosainak száma 77 fő (2022. január 1.). Givrezac Champagnolles, Saint-Quantin-de-Rançanne és Tanzac községekkel határos.

## Népesség
A település népességének változása:
| Lakosok száma | 88   | 77   | 59   | 57   | 73   | 72   | 68   | 70   | 72   | 77   |
|               | 1968 | 1982 | 1990 | 2006 | 2013 | 2015 | 2017 | 2019 | 2020 | 2022 |